# Annie Ilonzeh
Annie Ilonzeh, nata Annie Ngasi Ilonzeh, (Grapevine, 23 agosto 1983), è un'attrice statunitense.

## Biografia
Muove i suoi primi passi nel mondo dello spettacolo nel 2005 partecipando a qualche concorso di bellezza e nel 2007 diventa protagonista di una pubblicità americana. Ricoprirà ruoli marginali in alcune pellicole come La verità è che non gli piaci abbastanza, Miss Marzo e Percy Jackson e gli dei dell'Olimpo - Il ladro di fulmini.
Ottiene il suo primo ruolo di rilievo nel 2011 recitando la parte di Kate Prince nella serie Charlie's Angels, remake della serie originale che viene cancellata dopo una sola stagione.
Nel corso della sua carriera reciterà in molte serie televisive come How I Met Your Mother, Graceland, Entourage, Allegiance, Melrose Place, Person of Interest, Rush e Beauty and the Beast
Prenderà parte ad alcuni episodi della serie televisiva Freeform Switched at Birth - Al posto tuo interpretando il ruolo di Lana Bracelet, inoltre reciterà nella quinta stagione della serie Drop Dead Diva interpretando la parte di Nicole Hamill.
Dal 2012 al 2014 apparirà come personaggio ricorrente in Arrow recitando la parte dell'avvocatessa Joanna De La Vega, mentre nel 2017 entrerà nel cast del film All Eyez on Me.
Dal 2018 prende parte alla serie televisiva della NBC Chicago Fire nel ruolo del paramedico Emily Foster.

## Filmografia

### Cinema
- La verità è che non gli piaci abbastanza (He's Just Not That Into You), regia di Ken Kwapis (2009)
- Miss Marzo (Miss March), regia di Zach Cregger e Trevor Moore (2009)
- Percy Jackson e gli dei dell'Olimpo - Il ladro di fulmini (Percy Jackson & the Olympians: The Lightning Thief), regia di Chris Columbus (2010)
- Grace, regia di Devin Adair (2017)
- All Eyez on Me, regia di Benny Boom (2017)
- Peppermint - L'angelo della vendetta (Peppermint), regia di Pierre Morel (2018)
- Agent Game, regia di Grant S. Johnson (2022)

### Televisione
- How I Met Your Mother - serie TV, episodio 3x10 (2007)
- Do Not Disturb - serie TV, episodio 1x5 (2008)
- Merlose Place – serie TV, episodi 1x02-1x17-1x18 (2009-2010)
- General Hospital – serial TV, 79 puntate (2010-2011)
- Entourage – serie TV, episodi 7x01-7x03-8x02 (2010-2011)
- The Game - serie TV, episodio 4x8 (2011)
- Charlie's Angels – serie TV, 8 episodi (2011)
- Switched at Birth - Al posto tuo (Switched at Birth) – serie TV, 8 episodi (2012-2013)
- Arrow – serie TV, 8 episodi (2012-2014)
- Diary of a Champion – serie TV, episodi 1x03-1x08 (2013)
- Hatfields & McCoys - film TV, regia di Michael Mayer (2013)
- Drop Dead Diva – serie TV, 7 episodi (2013)
- Killer Reality - film TV, regia di Jeff Fisher (2013)
- Beauty and the Beast - serie TV, episodi 2x5 e 2x21 (2013-2014)
- Rush - serie TV, 1x5 (2014)
- Allegiance - serie TV, episodio 1x1 (2014)
- Guy Theory - serie TV, episodio 1x1 (2015)
- Graceland - serie TV, episodi 3x11, 3x12 e 3x13 (2015)
- Person of Interest - serie TV, 5 episodi (2015-2016)
- Empire - serie TV, 4 episodi (2016)
- American Horror Story: Cult - serie TV, episodio 7x11 (2017)
- Staties - film TV, regia di Rob Bowman (2018)
- Chicago Fire - serie TV, 42 episodi (2018-2020)
- Chicago PD - serie TV, 4 episodi (2018-2020)
- Chicago Med - serie TV, episodio 5x4 (2019)

### Cortometraggi
- Not Necessary, regia di Ben Sharples e Steve Rad (2009)

## Doppiatrici italiane
Nelle versioni in italiano dei suoi film, Annie Ilonzeh è stata doppiata da:
- Chiara Gioncardi in Graceland, Peppermint - L'angelo della vendetta
- Gemma Donati in Chicago Fire, Chicago PD, Chicago Med
- Rossella Acerbo in Charlie's Angels, Beauty and the Beast
- Stella Musy in Switched at Birth - Al posto tuo
- Valentina Favazza in All Eyez on Me
- Katia Sorrentino in Person of Interest
- Emanuela D'Amico in Drop Dead Diva
- Silvia Avallone in Killer Reality
- Eleonora De Angelis in Arrow
- Selvaggia Quattrini in Empire
- Tiziana Avarista in Rush